# Maryfield House

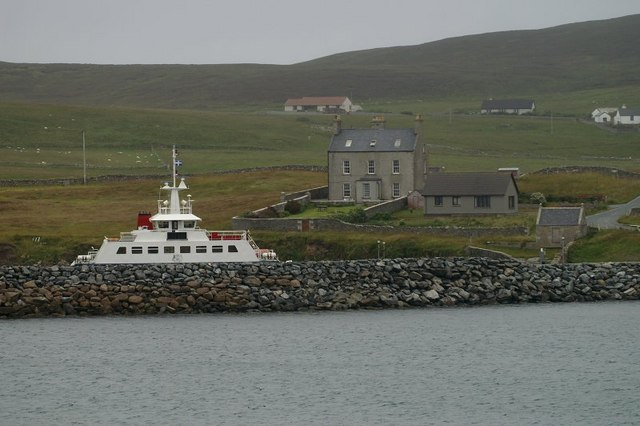
Maryfield House; Rechts im Bild das Bootshaus von Maryfield.

Das Maryfield House ist ein Hotel auf der schottischen Shetlandinsel Bressay. Es liegt nahe der Westküste der Insel am Bressay Sound. 1977 wurde das Maryfield House in die schottischen Denkmallisten in der Kategorie C aufgenommen.

## Beschreibung
Maryfield House liegt nahe dem Bressay-Sund nur wenige hundert Meter südöstlich von Gardie House. Es liegt nahe dem Fähranleger der Insel und ist vom gegenüberliegenden Lerwick auf Mainland und von der Fähre aus gut sichtbar. Maryfield House wurde im frühen 19. Jahrhundert erbaut und ähnelt dem weiter südlich gelegenen Mizpah House. Das zweistöckige Gebäude mit ausgebautem Dachgeschoss weist einen L-förmigen Grundriss auf. Es besteht aus Bruchstein, der traditionell mit Harl verputzt ist. Die Fensterstürze und Gebäudekanten sind mit Quadersteinen abgesetzt. Das Gebäude schließt mit einem schiefergedeckten Satteldach ab. Die Schornsteine bestehen aus verputztem Sandstein. Der an der kürzen Westseite befindliche Eingangsbereich mit Flachdach entspricht nicht dem Originalzustand und wurde später hinzugefügt. Eine zu Maryfield House gehörige ebenfalls denkmalgeschützte Slipanlage mit Bootshaus liegt direkt an der Küste.